# Liste ehemaliger Schweizer Rekorde im Bahnradsport
In dieser Liste werden ehemalige, nicht  mehr aktuelle Schweizer Rekorde im Bahnradsport aufgelistet. Die aktuellen Rekorde führt die Liste der Schweizer Rekorde im Bahnradsport auf.

## Frauen
| Disziplin                            | Name                                                         | Zeit         | Datum            | Ort                                             | Veranstaltung                           |
| ------------------------------------ | ------------------------------------------------------------ | ------------ | ---------------- | ----------------------------------------------- | --------------------------------------- |
| 3000 m Einerverfolgung (eingestellt) | Fabienne Buri                                                | 3:33,242 min | 15. Oktober 2022 | Vélodrome National in Saint-Quentin-en-Yvelines | Bahnradsport-Weltmeisterschaften 2022   |
| 3000 m Einerverfolgung (eingestellt) | Karin Thürig                                                 | 3:33,560 min | 1. August 2003   | Hanns-Martin-Schleyer-Halle in Stuttgart        | Bahnradsport-Weltmeisterschaften 2003   |
| 4000 m Mannschaftsverfolgung         | Michelle Andres Fabienne Buri Léna Mettraux Cybèle Schneider | 4:32.737 min | 5. Oktober 2021  | Tissot Velodrome in Grenchen                    | Bahnradsport-Europameisterschaften 2021 |

## Männer
| Disziplin                    | Name                                                        | Zeit            | Datum             | Ort                                             | Veranstaltung                       |
| ---------------------------- | ----------------------------------------------------------- | --------------- | ----------------- | ----------------------------------------------- | ----------------------------------- |
| 200 Meter, fliegender Start  | Chiron Keller                                               | 11,107 min      | 7. Juni 2013      | Centre Mondial du Cyclisme in Aigle             |                                     |
| 200 Meter, fliegender Start  | Gaël Suter                                                  | 10,288 s        | 5. Dezember 2013  | Velodromo Bicentario in Aguascalientes          | Bahnrad-Weltcup 2013/14             |
| 1000 Meter, stehender Start  | Loïc Perizzolo                                              | 1:02,917 min    | 18. Januar 2013   | Velodromo Bicentario in Aguascalientes          | Bahnrad-Weltcup 2012/13             |
| 4000 m Einerverfolgung       | Claudio Imhof                                               | 4:08,851 min    | 7. Oktober 2021   | Tissot Velodrome in Grenchen                    | UEC-Bahn-Europameisterschaften 2021 |
| 4000 m Einerverfolgung       | Stefan Bissegger                                            | 4:09,711 min    | 28. Februar 2020  | Velodrom in Berlin                              | UCI-Bahn-Weltmeisterschaften 2020   |
| 4000 m Einerverfolgung       | Stefan Bissegger                                            | 4:10,391 min    | 3. November 2019  | Minsk-Arena in Minsk                            | Bahnrad-Weltcup 2019/20 Lauf I      |
| 4000 m Einerverfolgung       | Claudio Imhof                                               | 4:13,182 min    | 5. Oktober 2019   | Centre Mondial du Cyclisme in Aigle             | 3 Jours d’Aigle                     |
| 4000 m Einerverfolgung       | Stefan Küng                                                 | 4:15,678 min    | 17. Oktober 2015  | Velodrome Suisse in Grenchen                    | UEC-Bahn-Europameisterschaften 2015 |
| 4000 m Einerverfolgung       | Stefan Küng                                                 | 4:17,183 min    | 21. Februar 2015  | Vélodrome National in Saint-Quentin-en-Yvelines | UCI-Bahn-Weltmeisterschaften 2015   |
| Stefan Küng                  | 4:19,542 min                                                | 18. Januar 2014 | Guadalajara       | Bahnrad-Weltcup 2013/14                         |                                     |
| 4000 m Mannschaftsverfolgung | Claudio Imhof Stefan Bissegger Lukas Rüegg Robin Froidevaux | 3:49,982        | 6. Dezember 2019  | Avantidrome in Cambridge                        | Bahnrad-Weltcup 2019/20             |
| 4000 m Mannschaftsverfolgung | Claudio Imhof Frank Pasche Stefan Bissegger Cyrille Thièry  | 3:54,858 min    | 17. Januar 2019   | Avantidrome in Cambridge                        | Bahnrad-Weltcup 2018/19             |
| 4000 m Mannschaftsverfolgung | Frank Pasche Cyrille Thièry Stefan Bissegger Claudio Imhof  | 3:56,542 min    | 2. August 2018    | Sir Chris Hoy Velodrome in Glasgow              | UEC-Bahn-Europameisterschaften 2018 |
| 4000 m Mannschaftsverfolgung | Frank Pasche Théry Schir Silvan Dillier Stefan Küng         | 3:56,791 min    | 15. Oktober 2015  | Velodrome Suisse in Grenchen                    | UEC-Bahn-Europameisterschaften 2015 |
| 4000 m Mannschaftsverfolgung | Frank Pasche Théry Schir Silvan Dillier Stefan Küng         | 3:57,043 min    | 9. November 2014  | Velódromo Panamericano in Guadalajara           | Bahnrad-Weltcup 2014/15             |
| 4000 m Mannschaftsverfolgung | Cyrille Thièry Tom Bohli Gaël Suter Frank Pasche            | 4:00,950 min    | 5. Dezember 2013  | Velodromo Bicentario in Aguascalientes          | Bahnrad-Weltcup 2013/14             |
| Stundenrekord                | Marc Dubois                                                 | 48,337 km       | 25. Februar 2017  | Tissot Velodrome in Grenchen                    |                                     |
| Stundenrekord                | Jean Nuttli                                                 | 47,093 km       | 16. November 2002 | Stadium Vélodrome de Bordeaux Lac in Bordeaux   |                                     |

## Junioren
| Disziplin                    | Name                                                     | Zeit                         | Datum           | Ort                                 | Veranstaltung                                        |
| ---------------------------- | -------------------------------------------------------- | ---------------------------- | --------------- | ----------------------------------- | ---------------------------------------------------- |
| 1000 Meter, stehender Start  | Reto Müller                                              | 1:05,394 min                 | 6. Juni 2015    | Centre Mondial du Cyclisme in Aigle | Schweizer Bahnmeisterschaften der Junioren 2015      |
| 1000 Meter, stehender Start  | Tom Bohli                                                | 1:05,646 min                 | 9. Juni 2012    | Centre Mondial du Cyclisme in Aigle | Schweizer Bahnmeisterschaften der Junioren 2012      |
| 3000 m Einerverfolgung       | Tom Bohli                                                | 3:16,139 min                 | 25. August 2012 | ILT Velodrome in Invercargill       | UCI-Bahn-Weltmeisterschaften der Junioren 2012       |
| 4000 m Mannschaftsverfolgung | Reto Müller Stefan Bissegger Robin Froidevaux Gino Mäder | 4:09,808 min                 | 14. Juli 2015   | Olympisches Velodrom Athen in Athen | UEC-Bahn-Europameisterschaften der Junioren/U23 2015 |
| 4000 m Mannschaftsverfolgung | Lukas Rüegg Nico Selenati Patrick Müller Martin Schäppi  | 4:11,476 min                 | 22. Juli 2014   | Velódromo Nacional in Sangalhos     | UEC-Bahn-Europameisterschaften Junioren/U23 2014     |
| 4000 m Mannschaftsverfolgung | Stefan Küng Frank Pasche Théry Schir Arend Keller        | 4:12,235 min                 | 17. August 2011 | Velodrom von Krylatskoje in Moskau  | UCI-Bahn-Weltmeisterschaften der Junioren 2011       |
| 4000 m Mannschaftsverfolgung | Reto Müller Stefan Bissegger Robin Froidevaux Gino Mäder | 4:08,523 min (Qualifikation) | 20. August 2015 | Saryarka Velodrome in Astana        | UCI-Bahn-Weltmeisterschaften der Junioren 2015       |